# أسروة جونجونية
أسروة جونجونية (الاسم العلمي: Aseroë junghuhnii) هو نوع من الفطريات يتبع جنس الأسروة من فصيلة الفالوسية.